# Sumomo Yumeka
Sumomo Yumeka (夢花李 Yumeka Sumomo?) es una dibujante de manga japonesa, quien también publica bajo el seudónimo Mizu Sahara (佐原 ミズ Sahara Mizu). Su obra se comprende dentro una diversidad de géneros y públicos demográficos. Sus obras más destacadas son Chou ni Naru Hi, Dousaibou Seibutsu (publicadas en inglés bajo los títulos The Day I Became a Butterfly y Same Cell Organism), My Girl, que fue adaptada como una serie televisiva de acción real en 2009 y su participación como artista en la versión manga de Hoshi no Koe (ほしのこえ? Voces de una estrella) escrita por Makoto Shinkai. En España se ha publicado recientemente algunas de sus obras. 

## Perfil
Hay poca información acerca de Sumomo Yumeka. Es popularmente conocida bajo este seudónimo en la comunidad Shōnen-ai pero también ha publicado sus trabajos bajo el seudónimo Sahara Mizu (佐原ミズ Sahara Mizu) para aquellos clasificados bajo el género seinen, Sahara Keita (佐原恵太 Sahara Keita) para el género shōjo y Chikyuya/Sasshi (地球屋/さっし Chikyuya/Sasshi) para doujinshi.
Se dibuja a sí misma como un personaje femenino de figura muy delgada con mejillas rosas. 
En sus comentarios al final de sus obras publicadas como Hoshi no Koe, menciona con frecuencia que siente que no ha hecho un buen trabajo. Suele afirmar que no está satisfecha con lo que ha hecho y afirma que sus historias no tienen sentido. Sin embargo, siempre agradece a las personas que trabajan con ella.

## Principales Obras
Same Cell Organism
"Same Cell Organism" trata de Nakagawa and Yokota, dos amigos muy enamorados el uno del otro, que comparten sus miedos y planes entre ellos cuando la graduación se acerca. Yokota es más abierta con sus sentimientos, pero Nakagawa se avergüenza fácilmente de las demostraciones públicas de afecto. A pesar de que puede ser exterior diferentes, sus sentimientos por el otro son los mismos... su relación es como si ambos fueran el mismo ser. El tomo también contiene dos historias como secuela de "Same Cell Organism" y otras historias como "The Letter in the Attic" (Carta en el ático), "To Make Angel" (Hacer un ángel) y "We Egoist Two" (Nosotros los egoístas).

The Day I Became a Butterfly
Es un tomo único con varias historias shounen-ai y shoujo.
1) "The Day I Became a Butterfly" cuenta con la interesante historia de Uka y Mimi. En la escuela hay un rumor de que Mikami puede "escuchar" cuando la muerte de uno está cerca. Uka acaba de cumplir quince años, pero está enfermo y no sabe cuánto tiempo más va a vivir ... ¿Podrá el amor naciente entre Mikami y Uka tener un final feliz?
2) You at the End (Hate Kimi Aru Ni)
Una pequeña historia sobre un chico cansado del mundo y el extraño y silencioso chico que lo ancla a él.
3) The Lonely War
¿Pueden los hombres y mujeres tener una amistad platónica? Suzu está decidida a intentarlo.
4) Blue Cat's Tunnel
Una historia sobre la esperanza de una niña de encontrar una salida a su vida ...
5) Tokio Alien Yulala
Un joven estudiante tiene problemas para entender a su compañero de clase, lo que le hace pensar que el chico es un alien.
6) Planet Yours
Un niño abusado tiene problemas para confiar en sus amigos.

Voices of a Distant Star
Bajo el seudónimo de Mizu Sahara, trabajó con Makoto Shinkai para publicar una adaptación del manga de la película aclamada por la crítica Hoshi no Koe. El manga aparece como una mirada extendida en la película, proporcionando una perspectiva más amplia y una exploración más emocional.
En medio de una invasión alienígena, Mikako se une a la resistencia, dejando tras de sí al joven que ama. A medida que se adentra en el espacio, la única conexión de Mikako con su novio es a través de mensajes de texto con su teléfono móvil. La guerra hace estragos y los años pasan, pero apenas lo hacen en Mikako a causa de la intemporalidad del espacio, mientras que Noboru envejece. ¿Cómo puede el amor de dos personas, desgarrado por la guerra, sobrevivir?

## Lista de trabajos publicados
Trabajos como Sumomo Yumeka
- Kokoro Kikai
- Soshite Hibi Koishiteku
- Soshite Koi ga Hajimaru por Kei Tsukimura (solo ilustradora)
- Natsukashi Mach no Rozione
- Dousabou Seibutsu (publicado en inglés por Digital Manga Publishing como Same Cell Organism)
- Chou ni Naru Hi (publicado en inglés por Digital Manga Publishing The Day I Became a Butterfly)
- Tenguzin
- Nemunoki no Geshukusou

Trabajos como Mizu Sahara
- Basu Hashiru (incluye una serie de cortos bajo el título de Nanairo Sekai)
- My Girl
- Hoshi no Koe por Makoto Shinkai (sólo ilustradora, publicado en inglés por Tokyopop como Voices of a Distant Star)
- Kumo no Mukou, Yakusoku no Basho por Makoto Shinkai (sólo ilustradora)
- Watashitachi no Shiawase na Jikan

Trabajos como Chikyuya/Sasshi
- Oh My Lover ( Gundam Wing doujinshi)
- Sakyuu Rasenron Baku ( Naruto doujinshi)